# 윌리엄 M. 스타인펠트
윌리엄 M. 스타인펠트(William M. Steinfeldt, 1917년 3월 22일 ~ 2006년 9월 4일)은 미국의 정치인으로 미국 뉴욕주 상원의원이다.

## 학사
- 퍼듀 대학교 이학사

## 경력
- 1969.11 ~ 1974.12 제178·179·180대 뉴욕주 제134선거구 하원의원
- 1982.04 ~ 1982.12 제184대 뉴욕주 제54선거구 상원의원
- 1983.01 ~ 1984.12 제185대 뉴욕주 제55선거구 상원의원

## 역대 선거 결과
| 선거명        | 직책명                      | 대수  | 정당   | 득표율 | 득표수   | 결과 | 당락             |
| ------------- | --------------------------- | ----- | ------ | ------ | -------- | ---- | ---------------- |
| 1966년 선거   | 하원의원 (뉴욕 제134선거구) | 177대 | 공화당 | 48.97% | 22,748표 | 2위  | 낙선             |
| 1968년 선거   | 하원의원 (뉴욕 제134선거구) | 178대 | 공화당 | 48.64% | 27,407표 | 2위  | 낙선             |
| 1969년 재선거 | 하원의원 (뉴욕 제134선거구) | 178대 | 공화당 | 56.26% | 25,796표 | 1위  | 뉴욕 주의원 당선 |
| 1970년 선거   | 하원의원 (뉴욕 제134선거구) | 179대 | 공화당 | 52.24% | 26,001표 | 1위  | 뉴욕 주의원 당선 |
| 1972년 선거   | 하원의원 (뉴욕 제134선거구) | 180대 | 공화당 | 58.83% | 31,646표 | 1위  | 뉴욕 주의원 당선 |
| 1974년 선거   | 하원의원 (뉴욕 제134선거구) | 181대 | 공화당 | 42.44% | 18,440표 | 2위  | 낙선             |
| 1982년 재선거 | 상원의원 (뉴욕 제54부)      | 184대 | 공화당 | 48.42% | 17,743표 | 1위  | 뉴욕 주의원 당선 |
| 1982년 선거   | 상원의원 (뉴욕 제55부)      | 185대 | 공화당 | 50.43% | 46,093표 | 1위  | 뉴욕 주의원 당선 |
| 1984년 선거   | 상원의원 (뉴욕 제55부)      | 186대 | 공화당 | 44.25% | 51,467표 | 2위  | 낙선             |